# Chymosin
Chymosin (von altgriechisch χυμός chymos ‚Flüssigkeit’) oder auch Rennin ist eine Aspartat-Endopeptidase (Protease), also ein Enzym für die Aufspaltung von Polypeptiden beim Abbau von Proteinen wie den Caseinen.
Rinder-Chymosin findet sich als Labenzym im vierten Magen (Labmagen) von Kälbern. Chymosin wird in der Form des Vorläuferproteins PreProChymosin synthetisiert. Dieses kann durch aminoterminale Abspaltung von Peptiden in ProChymosin, PseudoChymosin und letztlich in die aktive Enzymform Chymosin überführt werden.

## Vorläuferformen und Aktivierung
Chymosin wird von den Zellen der Magenschleimhaut in Form des inaktiven Vorläuferproteins PreProChymosin produziert und als ProChymosin ins Lumen sezerniert.
Im sauren Milieu des Magens, bei einem pH-Wert von 4 bis 5, wird das inaktive Zymogen ProChymosin durch Abspaltung eines aminoterminalen Peptids zum aktiven Enzym Chymosin umgewandelt. Bei sehr saurem Chymus unterhalb eines pH-Wertes von 2,5 findet die Spaltung zwischen den Aminosäuren 27 und 28 statt, womit Pseudochymosin entsteht, das um 15 Aminosäuren länger als Chymosin ist. Pseudochymosin kann oberhalb pH 5,5 durch weitere Abspaltung zum Chymosin umgewandelt werden. Gegenüber PreProChymosin fehlt Chymosin aminoterminal eine Sequenz von 42 Aminosäuren.

## Struktur
Das bovine Protein Chymosin besteht aus 323 Aminosäuren, mit einer Molekülmasse von 35.653 Da.
Es kommt in zwei Formen vor, die sich in ihrer Primärstruktur an Aminosäureposition 244 (Asparaginsäure oder Glycin) unterscheiden. Die A-Form hat eine leicht höhere spezifische Aktivität für κ-Casein, ist jedoch geringfügiger weniger stabil als die B-Form.

## Funktion und Verwendung
Das Verdauungsenzym Chymosin dient zur Verdauung von Milcheiweiß, insbesondere Casein, im Verdauungstrakt der Kälber. Durch den enzymatischen Abspaltungsvorgang verändert sich auch die Löslichkeit des Milcheiweißes, es wird denaturiert und fällt aus.
Industriell wird Chymosin zur Produktion von Käse eingesetzt. Früher wurde es als Labferment aus Kälbermagen gewonnen, seit den 1990er Jahren wird es auch gentechnisch hergestellt. Als gentechnisch veränderte Organismen (GMO) werden Eukaryoten wie Backhefe oder Gießkannenschimmel (Aspergillus oryzae, Aspergillus nidulans) oder Trichoderma reesei verwendet, in deren Genom die cDNAs für PreProChymosin, ProChymosin und Chymosin übertragen wurden.